# NGC 764
NGC 764 – prawdopodobnie gwiazda podwójna znajdująca się w gwiazdozbiorze Wieloryba. Skatalogował ją Ormond Stone 6 stycznia 1886 roku, błędnie sądząc, że to obiekt typu mgławicowego.